# Chlorissa
A Chlorissa a rovarok (Insecta) osztályának lepkék (Lepidoptera) rendjébe, ezen belül az araszolók (Geometridae) családjába tartozó nem.

## Rendszerezés
A nembe az alábbi 19 faj tartozik (meglehet, hogy a lista hiányos, vagy a jövőben átrendeződik):
- Chlorissa albistrigulata Warren, 1897
- Chlorissa amphitritaria (Oberthür, 1879)
- Chlorissa anadema (Prout, 1930)
- Chlorissa arkitensis Viidalepp, 1988
- Chlorissa asphaleia Wiltshire, 1966
- Chlorissa cloraria (Hübner, [1813])
- Chlorissa discessa Walker, 1861
- Chlorissa etruscaria (Zeller, 1849)
- Chlorissa faustinata (Millière, 1868)
- Chlorissa gelida (Butler, 1889)
- Chlorissa gigantaria (Staudinger, 1892)
- Chlorissa macrotyro Inoue, 1954
- Chlorissa obliterata (Walker, 1863)
- Chlorissa pretiosaria (Staudinger, 1877)
- Chlorissa rubrifrons (Warren, 1894)
- Chlorissa sachalinensis (Matsumura, 1925)
- Chlorissa talvei Viidalepp, 1988
- Chlorissa vermiculata Warren, 1897
- Chlorissa viridata (Linnaeus, 1758) - típusfaj

## Fordítás
- Ez a szócikk részben vagy egészben  a   Chlorissa című angol Wikipédia-szócikk ezen változatának fordításán alapul.  Az eredeti cikk szerkesztőit annak laptörténete sorolja fel. Ez a jelzés csupán a megfogalmazás eredetét és a szerzői jogokat jelzi, nem szolgál a cikkben szereplő információk forrásmegjelöléseként.